# Chatoyance

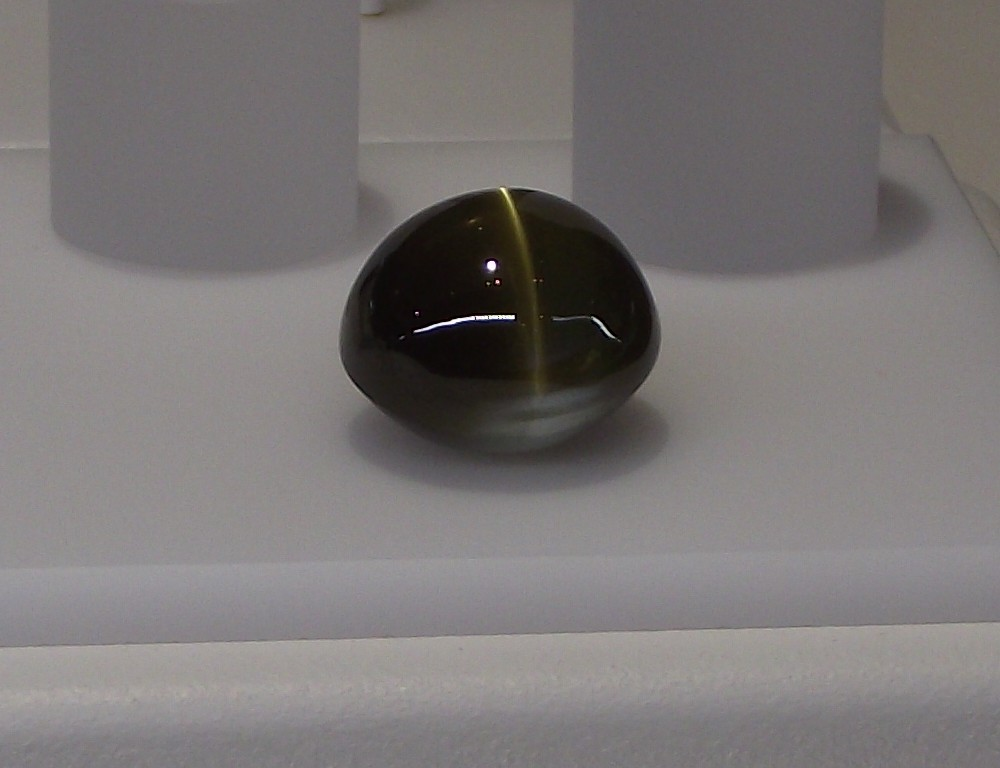
Katzenauge (Chrysoberyll)

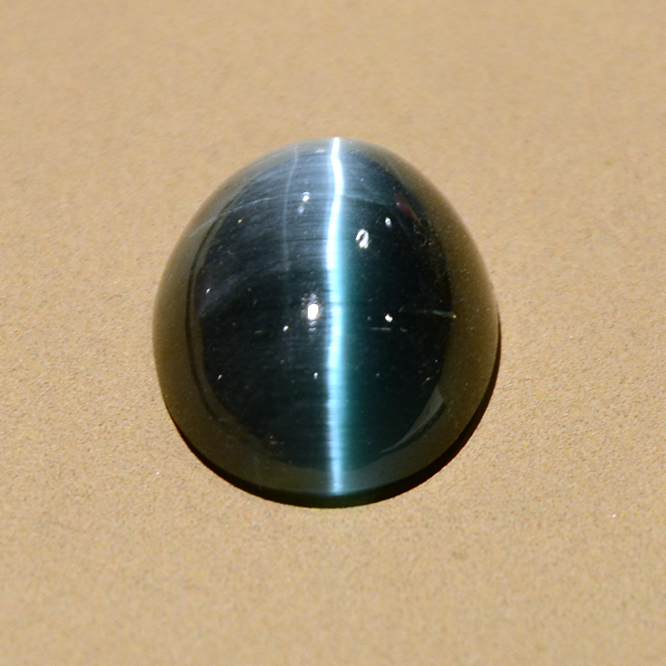
Turmalin-Katzenauge

Die Chatoyance (Verb: chatoyieren), auch Katzenaugeneffekt genannt, ist ein flächenhafter, schimmernder Lichteffekt in Mineralen und Schmucksteinen.
Um den Effekt in Schmucksteinen hervorzuheben, werden diese als Cabochon geschliffen. Bei diesem kugelförmigen, runden Schliff macht sich bei Beleuchtung mit einer punktförmigen Lichtquelle ein heller Lichtstreifen bemerkbar, der senkrecht zu den Fasern verläuft und bei Bewegung des Steins über dessen Oberfläche wandert. Dieser Lichtstreifen soll an die Iris im Auge einer Katze (französisch: chat) erinnern. Eine andere Erklärung des Wortes ist französisch chatoyer = schimmern.
Chatoyance entsteht durch zahlreiche in den Wirts-Kristall eingelagerte feine, parallel liegende Fasern oder Hohlkanäle, die das Licht bevorzugt senkrecht zu ihrer Achse reflektieren. Die Fasern wirken dabei teilweise als Lichtleiter. Bei sehr kleinen Fasern kann auch Lichtstreuung diesen Effekt hervorrufen.
Bei Chrysoberyll, Falkenauge und Tigerauge wird der Katzenaugeneffekt durch hohle Fasern erzeugt. Eingebetteter, nadelförmiger Rutil ist im Saphir und Stern-Saphir, und Hornblende-Fasern sind im Katzenaugen-Quarz die Ursache für die Chatoyance. Auch bei synthetischen Steinen lässt sich mit eingelagerten Lichtleitfasern dieser besondere Effekt erzeugen. Gute Imitationen lassen sich mit farbigen Glassubstraten, in die Lichtleiter eingeschmolzen werden, herstellen. Bei ihnen kann man den Lichtleit-Effekt in Richtung der Fasern sehen.
Der Katzenaugeneffekt tritt hauptsächlich in den Mineralen Chrysoberyll, Falkenauge und Tigerauge auf, die als Schmucksteine Verwendung finden. Der Effekt tritt aber auch in vielen weiteren Mineralien auf. Der Lichtleit-Effekt zeigt sich besonders schön beim Ulexit, der jedoch zu weich ist, als dass er als Schmuckstein Verwendung finden könnte.
Alle Schmuckstein-Varietäten mit dem Katzenaugeneffekt außer dem Chrysoberyll-Katzenauge sollen als Zusatz den Namen des Ursprungsminerals tragen.
Falls die Fasern nicht parallel verlaufen, sondern beispielsweise durch die Symmetrie des Wirtkristalls vorgegeben in 120°-Winkeln, zeigt sich bei geeignetem Schliff der Asterismus, beispielsweise beim Stern-Saphir. Bei geringer Anzahl der eingelagerten Fasern oder Hohlkanäle bleibt das Mineral allerdings durchsichtig und es entsteht ein als Seidenglanz bezeichneter Lichteffekt.